# Јован Вучковић (свештеник)
Јован Вучковић (Велика Бршљаница, 11. фебруар 1855 — Пакрац, 17. септембар 1931) био је српски теолог, професор, писац и ректор Богословије у Сремским Карловцима.

## Биографија

### Образовање
Основну и немачку школу завршио је у Бршљаници и Вуковијама (Славонија). Гимназију је похађао у Бјеловару и Сремским Карловцима, а Богословију такође у Карловцима. За свештеника је рукоположен 1881. године.

### Професор
Био је капелан и вероучитељ у Бјеловару (1881-1884) и професор у Задарској богословији (1884-1891). За протопрезвитера је произведен 1887. године.

### Ректор Карловачке богословије
Од 1892. био је професор и ректор Карловачке богословије. Синод Карловачке митрополије је изабрао проту Јована Бороту за ректора, али је он место уступио Вучковићу, иначе његовом бившем ученику. Као ректор реорганизовао је школу и подигао Богословију на ниво високошколске установе. Реорганизовао је и Богословски семинар.

### Књижевни рад
Радове из области теологије објављивао је у Хришћанском веснику, Богословском гласнику, Српском Сиону, Гласнику Матице српске, Летопису Матице српске и новинама: Застава, Српски глас... За потпредседника Књижевног одељења Матице српске изабран је 1898. године. Током 1888. уређивао је последњих неколико бројева теолошког часописа Истина који је излазио у Задру. Објавио је две збирке проповеди (Глас из цркве и О кајању). Са грчког је превео и коментарисао Шест књига о свештенству Светог Јована Златоустог (1894).

### Црквена хијерархија
Био је саветник патријарха Георгија Бранковића, члан Архидијецезалне конзисторије, члан Митрополитског црквеног савета, предеседник комисије за стечајне испите парохијског свештенства и оспособљење средњошколских вероучитеља, члан Великог духовног суда.

## Одликовања
Одликован је Орденом Светог Саве III степена (1902) и Напрсним крстом (1903).

## Одабрана дела
- Главнији моменти из историје хришћанске ставрографије (Задар, 1890)
- Глас из цркве (Сремски Карловци, 1896)
- Митрополит Ђорђе Николајевић (Нови Сад, 1897)
- О кајању (Сремски Карловци, 1899)
- Мисли поводом покрета за други брак православног свештенства (Сремски Карловци, 1907)